# Tabaré Vázquez
Tabaré Ramón Vázquez Rosas (ur. 17 stycznia 1940 w Montevideo, zm. 6 grudnia 2020 tamże) – urugwajski polityk, prezydent kraju w latach 2005–2010 i 2015–2020.

## Życiorys
Z wykształcenia lekarz onkolog, pełnił m.in. funkcję burmistrza Montevideo w latach 1990–1994. W latach 1994 i 1999 kandydował w wyborach prezydenckich z ramienia lewicowej koalicji Szeroki Front. W 1999 poniósł nieznaczną porażkę z Jorge Batlle, zdobywając 48% głosów, jednak 31 października 2004 wygrał wybory prezydenckie już w pierwszej turze i został zaprzysiężony 1 marca 2005 Za prezydentury wprowadził zakaz palenia w zamkniętych miejscach publicznych, wymusił ostrzeżenia przed chorobami spowodowanymi paleniem tytoniu na paczkach papierosów i wprowadził zakaz stosowania określeń „light” i „mentol”, za co koncern Philip Morris wezwał Urugwaj przed trybunał arbitrażowy o bezprawne zwalczanie przedsiębiorczości, ale wyrok nie został nadal (2014) wydany. 1 marca 2010 zastąpił go José Mujica, również socjalista z Szerokiego Frontu, deklarujący kontynuację polityki Vázqueza.
30 listopada 2014 wygrał ponownie wybory prezydenckie, pokonując Luisa Lacalle. Vázquez, przeciwnik legalizacji marihuany, zapowiedział, że nie anuluje wprowadzonej przez Mujicę reformy. Urząd prezydenta Urugwaju objął 1 marca 2015.
23 sierpnia 2019 biuro prezydenta Vázqueza poinformowało, że był on leczony z powodu złośliwego guza płuc.

## Życie prywatne
W 1964 ożenił się z Maríą Auxiliadorą Delgado.